# Aires José Maria de Saldanha Albuquerque Coutinho Matos e Noronha
Aires José Maria de Saldanha Albuquerque Coutinho Matos e Noronha (Funchal, 29 de Março de 1755 - Lisboa, 12 de Janeiro de 1827), moço fidalgo da Casa Real (por alvará de 2 de maio 1770), 2.º conde da Ega (tendo sucedido no título em 6 de Abril de [[1771).
Foi gentil homem da corte de Maria I e de João VI, senhor do Palácio da Ega, na Junqueira, em Lisboa, alcaide-mor de Soure e Guimarães, comendador de São Salvador de Elvas, de Santa Maria da Sabacheira, de Santa Maria de Castro Laboreiro,  de São Tomé de Alencarce em Soure e de São Martinho de Lagares da Ordem de Cristo, deputado da Junta dos três Estados, Inspector-Geral dos Provimentos do Exército, embaixador em Madrid para onde partiu a 17 de Abril de 1805, até sua expulsão após o Tratado de Fontainebleau..
Igualmente foi sucessor nos bens da Capela da Coroa, sita em Valada, e instituída por D. Isabel Lobata, no convento de São Francisco de Santarém.

## Dados genealógicos
Filho de Manuel de Saldanha de Albuquerque e Castro, 1.º conde da Ega, e de sua mulher Ana Ludovina de Almada Portugal, filha de Luis José de Almada (mestre-sala de El-Rei).
Casou-se pela 1.ª vez, em 5 de Março de 1786, com Maria José do Carmo Xavier de Almada (22 de Outubro de 1761 - 8 de Novembro de 1795), filha de Antão de Almada, 12.º conde de Avranches (mestre-sala de el-rei D. José I e da rainha D. Maria I) (senhor dos Lagares de El-Rei) (deputado da Junta dos Três Estados) (capitão general das ilhas dos Açores) e Violante Josefa de Almada Henriques, herdeira da casa de seu pai Lourenço de Almada (9º senhor de Pombalinho) (mestre-sala de El-Rei).
Seus filhos do primeiro casamento foram:
- Violante Maria de Saldanha de Albuquerque Coutinho de Matos Noronha (casada em 4 de Dezembro de 1822, em Londres, com Thomas Henry Stattmiller, Cônsul de Konigsberg em Lisboa);
- Leonor Ana Maria do Resgate de Saldanha e Albuquerque (casada com o Conde e Marquês Augusto de Choisseuil Beaupré, comandante da Ordem de São Luís e Legião de Honra e da Ordem de Cristo em Portugal, marechal de campo e general da guarda de Carlos X);
- Ana Carlota de Saldanha, religiosa das carmelitas descalças no Convento  de Nossa Senhora dos Remédios);
- Manuel de Saldanha Albuquerque Coutinho Matos e Noronha (10 de outubro de 1799 - 29 de julho de 1802[6]), 3.º conde da Ega.
- Antão José Joaquim de Saldanha de Albuquerque Coutinho Matos e Noronha (24 de Abril de 1794 - Lisboa, 29 de Abril de 1855), 4.º conde da Ega (30 de abril de 1826), par do Reino (31 de outubro de 1826), capitão de cavalaria, vedor da Rainha D. Carlota Joaquina. Sucedeu na casa de seu pai a 12 de janeiro de 1827. Casou no Rio de Janeiro, em 22 de Junho de 1819, com terceira filha dos primeiros viscondes do Rio Seco, Joaquim José de Azevedo e D. Maria Carlota Miliard ( - 2 de março de 1851). Sem geração[7].

Casou uma 2.ª vez com Juliana Luisa Maria Carolina Sofia de Oyenhausen e Almeida, condessa de Oyenhausen-Graven, que era filha de Carlos Augusto (Oyenhausen) e da famosa Leonor de Almeida Portugal, 4ª Marquesa de Alorna, conhecida no seu tempo e no mundo literário por "Alcipe".  Separam-se sem geração, vindo esta a ser condessa de Stogonoff, na Rússia.

## Partidário de Napoleão
Na Guerra Peninsular foi acreditado de com a mulher interceder pelas vidas de portugueses condenados à morte pelo invasor, como Bernardo Lobato (irmão de Francisco) e os nove fuzilados do Borlão, mas terão vindo a tomar partido francês, sendo o conde nomeado para ministro de um governo-fantoche em preparação. A sua mulher chega a ser alvo de rumores de adultério com o general Junot, e o casal refugia-se em Paris após a Convenção de Sintra, com a retirada das tropas da invasão.
Com dificuldades financeiras mas próximos a Laura Junot, mulher do general, é ao casal concedida ajuda pelo próprio Napoleão, cartas do conde revelando a esperança de sucessos franceses em Portugal. É finalmente declarado traidor pelo governo português a 11 de janeiro de 1811, ano em que a mulher o terá abandonado, sem terem tido filhos, tendo-se esta re-encontrado em Paris em 1809 com quem viria a ser o seu próximo marido.
O seu palácio em Saldanha é então transformado num hospital militar, e depois ocupado por Beresford.
O conde da Ega é perdoado pelas Cortes de 1821 e restituido á fruição de todos os seus bens em 1823. Regressa a Lisboa em agosto desse ano, sem a mulher.